# Renfrow
Renfrow – miasto w Stanach Zjednoczonych, w stanie Oklahoma, w hrabstwie Grant.